# 鐵路局站 (哈爾濱)
铁路局站是哈尔滨轨道交通1号线的车站，位于中华人民共和国黑龙江省哈尔滨市南岗区松花江街道与花园街道交界介于耀景街与公司街之间的西大直街地下，是在既有“7381”车站位置上的新建车站，本站在2013年9月26日开通使用。
车站以临近中国铁路哈尔滨局集团有限公司總部大樓命名。
铁路局站位于西大直街下，耀景街与公司街之间。附近有哈尔滨铁路局、铁路文化宫、哈尔滨工业大学建筑学院、哈尔滨电视台等，最近的公交车站为铁路局站。

## 结构
铁路局站为侧式站台地下车站。
| 地面              | 出入口 | 1-4出入口 |
| 地下一层          | 站厅   | 客服中心、自动售票机、验票机 |
| 地下二层          | 设备层 | |
| 地下三层          | 站台层 | \| 側式 · 開右邊车门 \| \| \| \| \| \| █ 1号线往新疆大街（哈工大） \| \| \| \| █ 1号线往哈尔滨东站（博物馆） \| \| 側式 · 開右邊车门 \| \| \| |
| 側式 · 開右邊车门 |        | |
|                   |        | █ 1号线往新疆大街（哈工大） |
|                   |        | █ 1号线往哈尔滨东站（博物馆） |
| 側式 · 開右邊车门 |        | |

## 车站周边
- 哈尔滨铁路局
- 哈尔滨工业大学

## 外链
- 哈尔滨地铁网铁路局站